# Brandonn Almeida
Brandonn Pierry Cruz de Almeida (São Paulo, 16 de marzo de 1997) es un nadador brasileño.

## Biografía
En el Campeonato Mundial Júnior de Natación 2013, celebrado en Dubái, Brandonn terminó noveno en los 400 metros medley, 10º en los 800 metros libre, 15 en los 400 metros libre y 15 en los 1500 metros libre.
En abril de 2014, participando en el Trofeo Maria Lenk, Brandonn rompió el récord Brasileño de los 1.500 metros libre, con un tiempo de 15:12.20.
En el Campeonato Sudamericano Juvenil 2015, celebrado en Lima, Perú, Brandonn ganó dos medallas de oro.
En los Juegos Panamericanos de 2015 en Toronto, Almeida ganó la medalla de oro en los 400 metros medley (romper el récord Mundial Junior con la marca 4:14.47) y la medalla de bronce en los 1.500 metros libre (batiendo el récord brasileño, con un tiempo de 15:11.70).
En el Campeonato Mundial Júnior de Natación 2015, celebrado en Singapur, Brandonn ganó la medalla de oro en los 1.500 metros libre y la medalla de plata en los 400 metros medley.